# Mickey Bohnacker

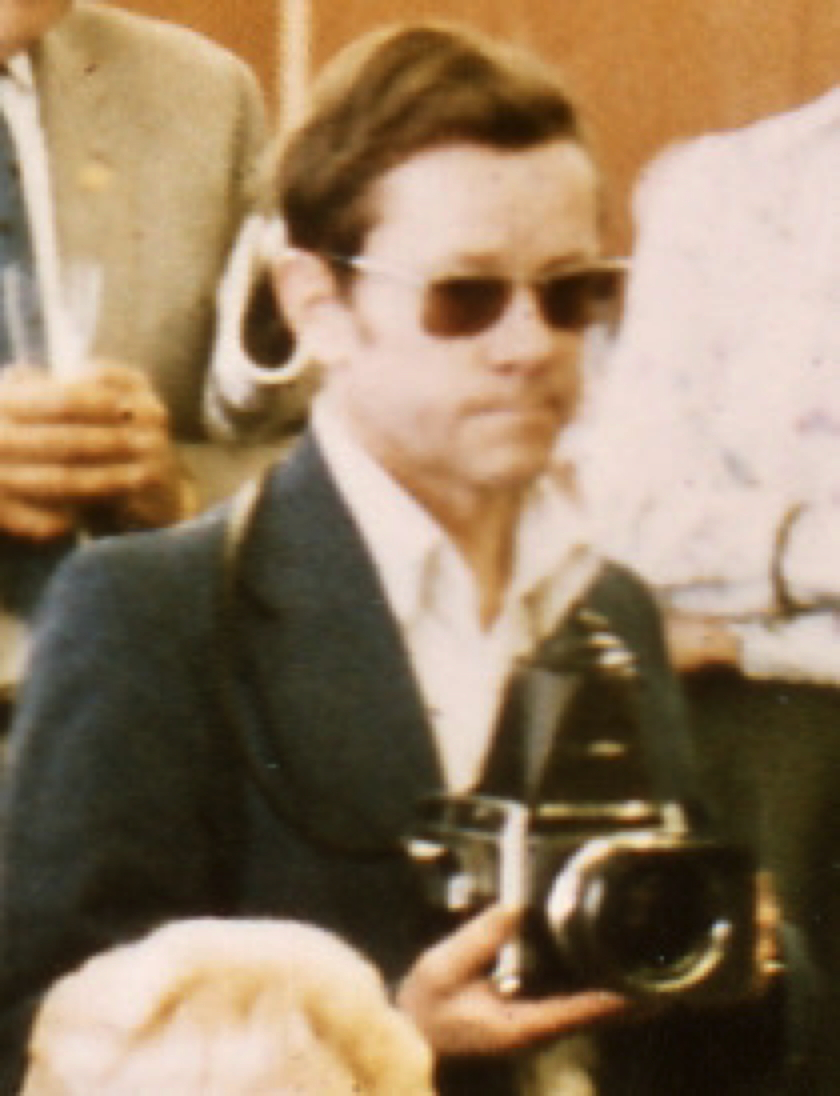
Mickey Bohnacker (1975)

Mickey Bohnacker (* 24. April 1928 in Frankfurt am Main; † 28. Februar 2017 ebenda), geboren als Karl-Heinz Bohnacker, war ein deutscher Pressefotograf bzw. Bildreporter und Fotojournalist, ein so bezeichneter „Sensationsfotograf“ und ein Chronist der Nachkriegszeit und des Wirtschaftswunders, der Ereignisse, internationale, nationale, aber auch lokale und regionale Stars und Sternchen im Bild festhielt. In Frankfurt am Main galt er einst als Institution. Bis heute ist er als legendärer Fotograf und als Frankfurter Original in Erinnerung. Seinen Spitznamen „Mickey“ ließ Bohnacker als Künstlernamen eintragen.

## Familie und Ausbildung
Karl-Heinz Bohnacker wuchs als Einzelkind im Frankfurter Stadtteil Bornheim auf. Der Vater Heinrich Bohnacker, ein Spengler und Installateur, war bei den Stadtwerken beschäftigt, die Mutter wirkte als Hausfrau. Der Sohn wurde angehalten, einen handwerklichen Beruf zu ergreifen, so dass er zum Feinmechaniker ausgebildet wurde. Dies allerdings war für den ausgewachsen 1,52 m großen Karl-Heinz kein Wunschberuf, da er eher sprachlich als technisch-mathematisch begabt war. Zweimal war Bohnacker kurzzeitig verheiratet.

## Wirken

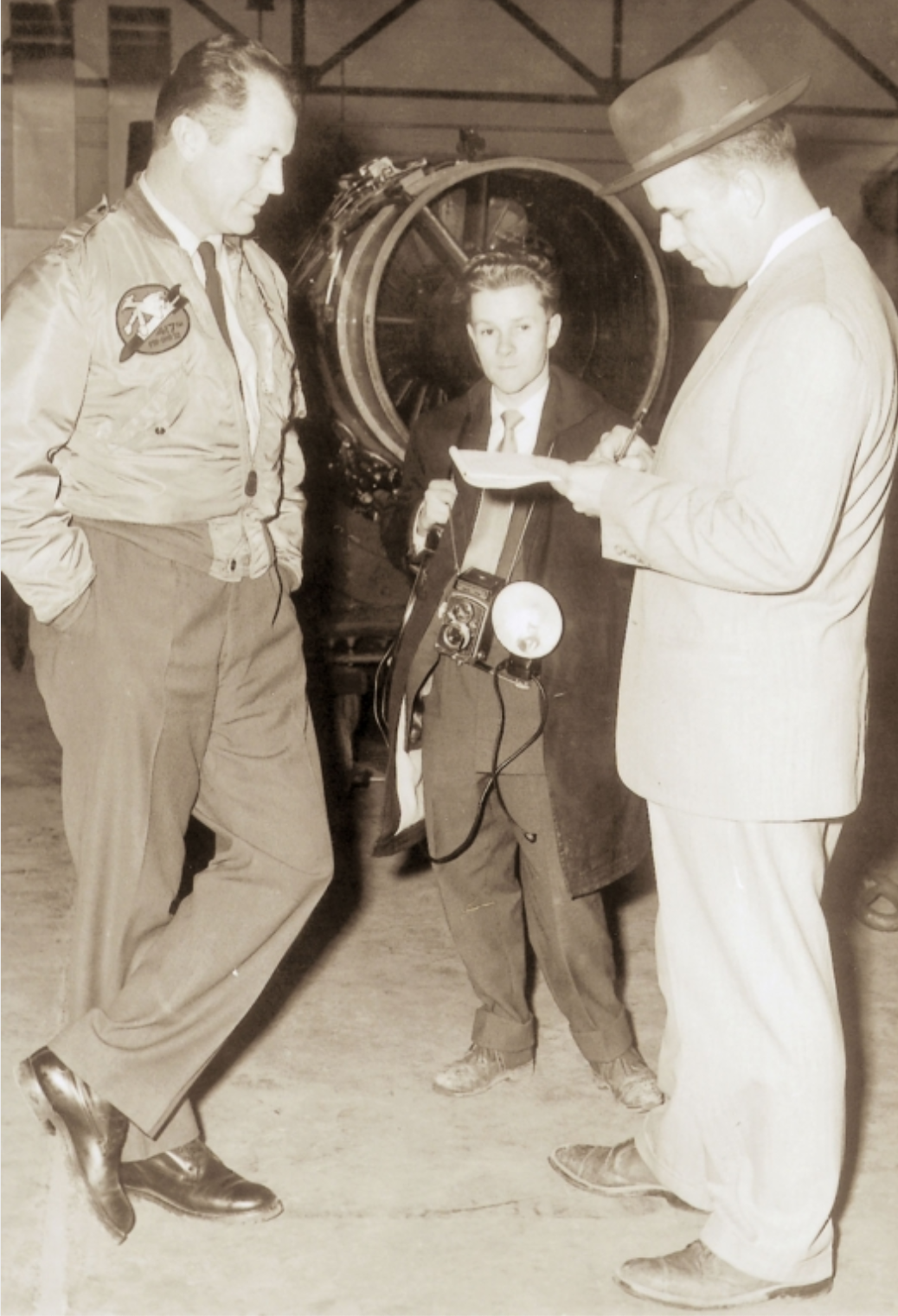
Mickey Bohnacker (Mitte), um 1950

In der Zeit nach dem Zweiten Weltkrieg waren die US-amerikanischen Truppen in Frankfurt am Main stationiert und bestimmten das Stadtbild mit, teils auch das gesellschaftliche Leben. Schon nach Kriegsende 1945 fotografierte der 17-jährige Karl-Heinz Bohnacker. Spätestens als 20-Jähriger wurde er in dem im Rahmen der Reeducation entstandenen deutsch-amerikanischen Jugendklub German Youth Activities (GYA) aktiv, für den er prominente Gäste akquirierte und diese auch fotografierte, beispielsweise den für den Wiederaufbau der Stadt bedeutenden Oberbürgermeister Walter Kolb. In späteren Jahren fotografierte er auch die Stadtoberhäupter Werner Bockelmann, Willi Brundert, Walter Möller und Rudi Arndt. Ein US-amerikanischer Armeefotograf wurde auf Bohnackers Talent aufmerksam und überließ ihm eine voluminöse Reporterkamera aus US-amerikanischer Produktion, eine Graflex Speed Graphic, erklärte ihm den Apparat und wie man die entstandenen Aufnahmen entwickelt. Diese Kamera bewahrte Bohnacker zeitlebens. Wegen seiner geringen Körpergröße wurde Bohnacker von den Amerikanern „Mickey“ genannt, in Anspielung auf die Comicfigur Mickey Mouse. Durch seine fotojournalistische Tätigkeit entwickelten sich zahllose gute Kontakte, die sich für seine weitere Arbeit als nützlich erweisen sollten.
In der Folge fotografierte er für die in Frankfurt erscheinende US-amerikanische Soldaten-Wochenzeitung The Occupation Chronicle und war dann bei einer US-Nachrichtenagentur angestellt. Er dokumentierte den kriegsbedingten Zustand seiner Heimatstadt und viele Tagesereignisse, gern aus luftiger Höhe, von einem Polizisten unter den Achseln hochgehoben, vom Turm des Kaiserdoms St. Bartholomäus oder besonders gern von einem Flugzeug aus. Presseorgane vieler Staaten kauften seine Bilder und druckten sie ab. Neben Bundeskanzler Konrad Adenauer fotografierte Bohnacker regelmäßig auch den von ihm im Jeep begleiteten Oberbefehlshaber der US-amerikanischen Besatzungstruppen in Deutschland, Dwight D. Eisenhower, der ihn mit dem auf seine geringe Körpergröße gemünzten Spitznamen „Shorty“ bedachte.

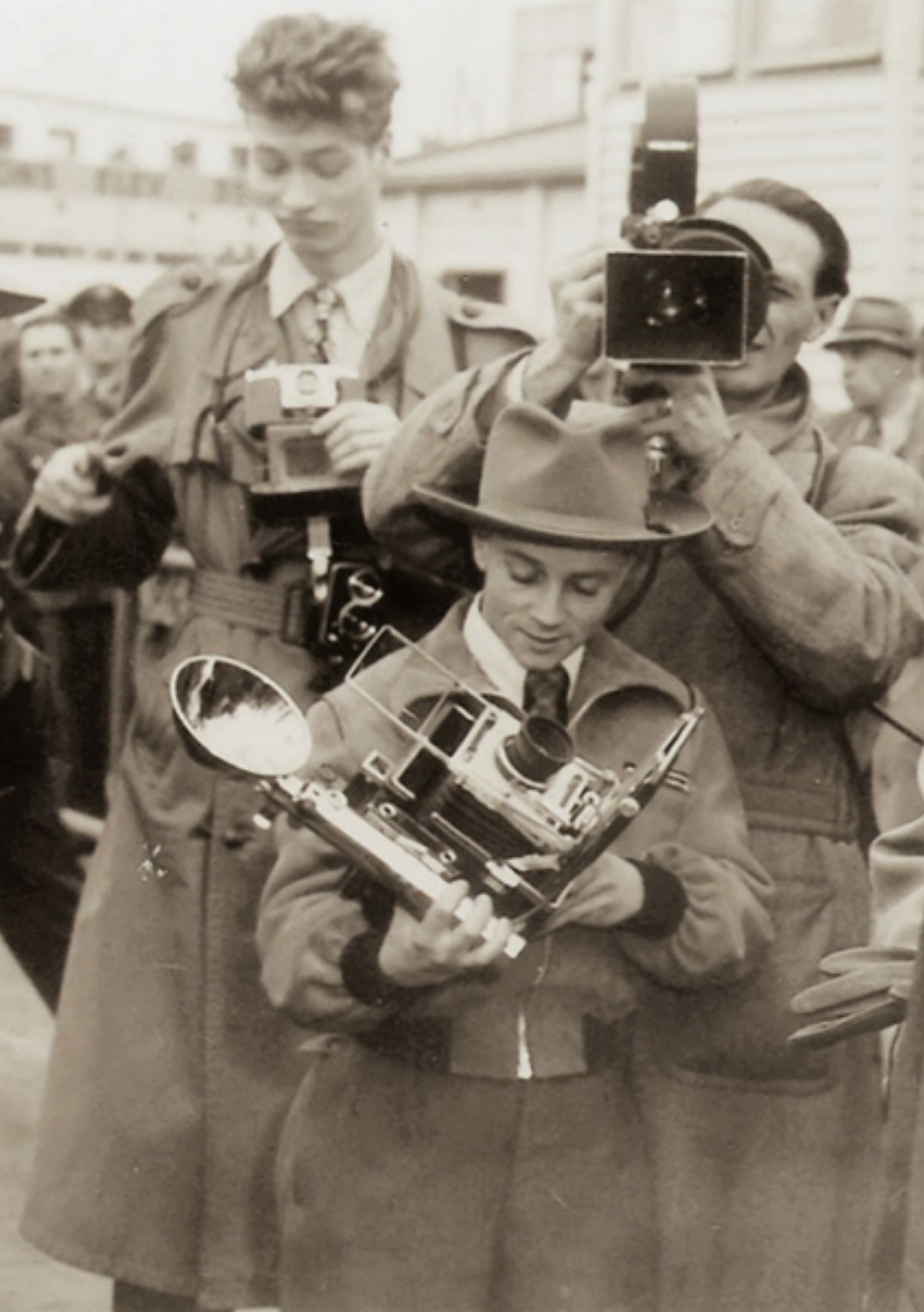
Mickey Bohnacker (vorn) mit seiner Graflex Speed Graphic, vermutlich Oktober 1950

Als ständiger freier Mitarbeiter wirkte Bohnacker regelmäßig für die Frankfurter Rundschau, die Frankfurter Neue Presse, die Frankfurter Nachtausgabe, die Abendpost, für Illustrierte, Agenturen, den Rhein-Main-Flughafen, die Lufthansa, das Kürschnerhandwerk, die Internationale Pelzmesse und die Bundes-Pelzfachschule. Von seinem für die damalige Zeit üppigen Einkommen kaufte er sich schon in den frühen 1950er Jahren ein Porsche-356-Cabriolet, später einen US-amerikanischen Straßenkreuzer.
Im Kontext bürgerlichen Protests gegen die bundesweit erste Aufstellung so bezeichneter Parkometer in Frankfurts Innenstadt ab 1954 „parkte“ Bohnacker für ein inszeniertes Foto ein beim Circus Krone geliehenes Kamel an einem Parkometer in der Nähe des Verlagsgebäudes der Frankfurter Rundschau, dem Rundschau-Haus, wofür ein Verkehrspolizist sogleich einen Strafzettel ausschrieb. Das Foto davon ist überliefert.
In einer Zeit, in der in Frankfurt am Main keine Woche ohne Mord zu Ende ging, war er rasch vor Ort und fotografierte die Tat- bzw. Auffindeorte, manches Mal auch Täter. Ende Oktober 1957 folgte er nach Aufforderung durch den Chefredakteur eines Frankfurter Boulevardblatts der stadtbekannten Prostituierten Rosemarie Nitribitt mit Fotoapparat und Notizblock, während diese in ihrem auffälligen schwarzen Cabriolet Mercedes-Benz 190 SL zwecks Kundenakquise provokant durch die Frankfurter Innenstadt fuhr. Diese Observation unternahm Bohnacker zufällig in der Woche, in welcher die Nitribitt ermordet wurde; für die ermittelnde Frankfurter Kriminalpolizei geriet er so zu einem wichtigen Zeugen. Für eine ARD-Fernsehdokumentation zum Mordfall Nitribitt wurde Bohnacker 1999/2000 als Zeitzeuge interviewt. Dabei gab er an, ein US-Amerikaner, von dem er annahm, der CIA anzugehören, habe ihm seinerzeit während eines Treffens in einem zentral gelegenen Café am Roßmarkt ein Foto gezeigt, auf dem er einen Bonner Politiker, im Unterhemd auf dem aufgedeckten Bett der Nitribitt sitzend, erkannt habe. Dies konterkarierte partiell das überaus beflissene Bemühen der Frankfurter Kripo, Prominente aus den medialen Publikationen zum Mordfall herauszuhalten. Im Jahr 1959 fotografierte Bohnacker exklusiv den „Gekreuzigten von Höchst“, einen mysteriösen Frankfurter Mordfall.
Er fotografierte beispielsweise die Beatles, Nikita Chruschtschow, Cassius Clay, Lucius D. Clay, Alfred Hitchcock, Edward „Ted“ Kennedy, Jayne Mansfield, Elvis Presley, Siegfried und Roy.
GI Elvis wurde von Mickey Bohnacker von 1958 bis 1960 vielfach porträtiert, unter anderem für die Army Times. Er fotografierte beispielsweise exklusiv die Übergabe eines Roadsters BMW 507 an Presley in Frankfurts Frankenallee. Bohnacker begleitete Presley auf freundschaftlicher Basis anstandshalber bei seinen Besuchen der noch minderjährigen Priscilla in Wiesbaden, aber auch in den Frankfurter Jazzkeller zu Auftritten von Chet Baker und Dizzy Gillespie. Presley schenkte ihm zum Abschied das Regimentsabzeichen seiner Ausgehuniform, bevor er von seiner Stationierung im oberhessischen Friedberg wieder in die Vereinigten Staaten zurückkehrte. Dieses Abzeichen der 3. US-Panzerdivision Spearhead trug Bohnacker dann zeitlebens immer wieder als Schmuck an einem Halsgebinde zum Hemd.

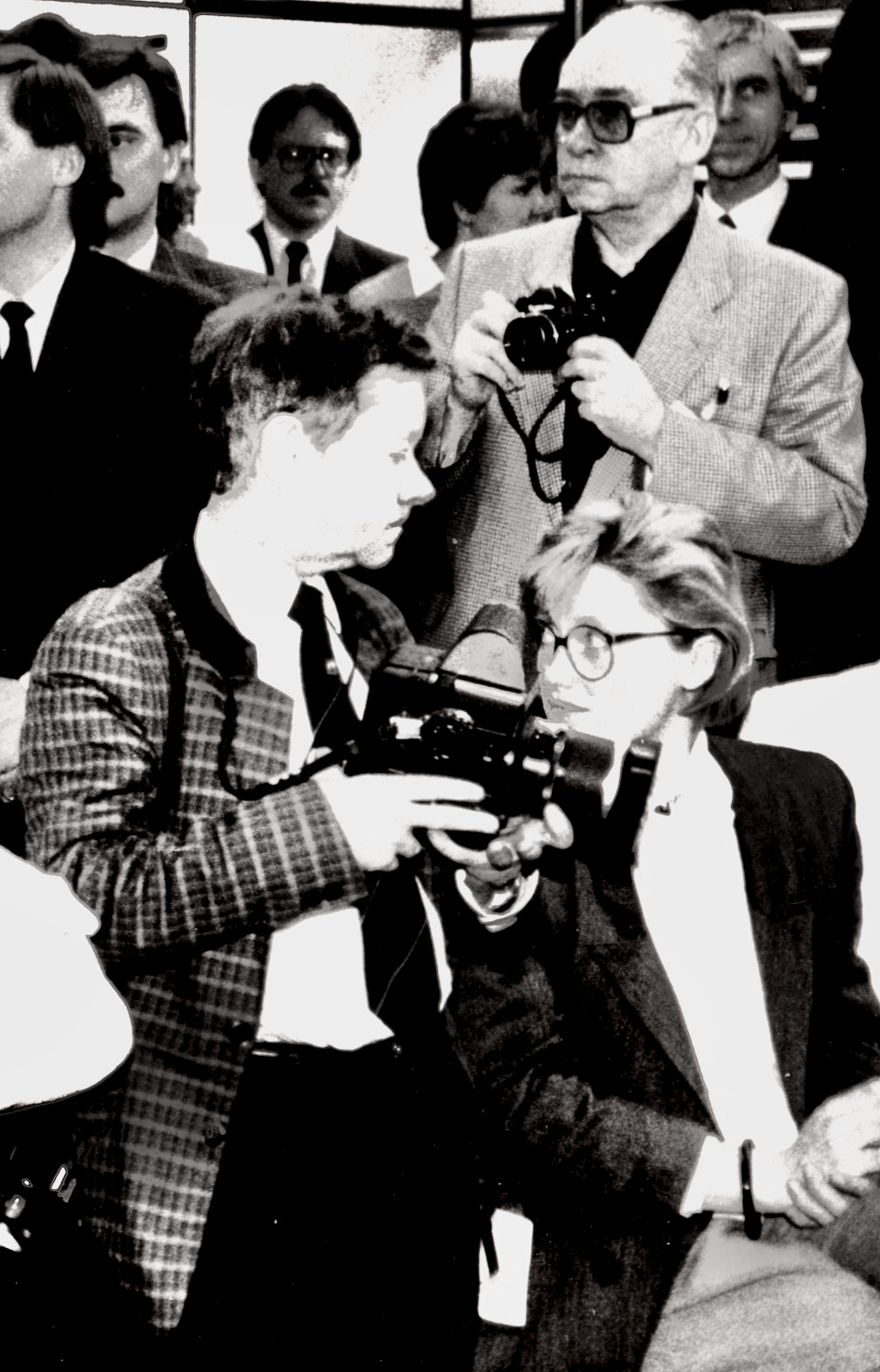
Mickey Bohnacker (vorn links) mit Kamera, 1986

1960 fertigte er eine umfangreiche Fotoreportage über die Auswirkungen eines Erdbebens in der marokkanischen Stadt Agadir, ein Großauftrag. Im selben Jahr fotografierte er Deutschlands erstes Autokino in Gravenbruch bei Frankfurt. Für die Lufthansa im Ausland unterwegs, flog er vorab deren geplante Destinationen an, um die Städte und die Hotels zu besichtigen und fotografisch zu dokumentieren.
Cary Grant habe Bohnacker telefonisch beauftragt, ihm und sich selbst einen gemeinsamen Tisch anlässlich einer Filmpremiere zu reservieren. Das sei in einer Zeit gewesen, in der man sich mit Prominenten habe anfreunden können, als diese noch nicht von zahlreichen Leibwächtern abgeschirmt wurden. Für ein Foto von Alfred Hitchcock lieh sich Bohnacker in Frankfurts Kaufhof-Filiale an der Hauptwache zwei Beine einer weiblichen Schaufensterpuppe, die dann aus einer Pan-Am-Umhängetasche ragten, die Hitchcock im Hotel Frankfurter Hof über der Schulter trug.
Seiner alten Mutter finanzierte Bohnacker den kostspieligen Aufenthalt in einem Pflegeheim. Dafür musste er schließlich seine Rücklagen, seine Lebensversicherungen und sein Wohnhaus in Mörfelden einsetzen, denn seine Mutter wurde mit 103 Jahren sehr alt. So sah er sich schließlich gezwungen, in deren Zwei-Zimmer-Wohnung einzuziehen, die nach wie vor dort bestand, wo Mickey Bohnacker als Kind und Jugendlicher aufgewachsen war, in der von Ernst May geplanten Wohnsiedlung Bornheimer Hang am Pestalozziplatz. Leben musste er nun von der Grundsicherung. Von bestimmten Gewohnheiten ließ er nicht ab, kaufte gern an den verschiedenen Verkaufsständen der Kleinmarkthalle ein, traf sich gleich nebenan in der Ziegelgasse auf ein Bier mit dem ehemaligen Frankfurter Stadtverordneten Bernhard Ochs (* 1948), spazierte durch den Stadtteil Bornheim und den angrenzenden Ostpark. Um wenigstens etwas Geld zu verdienen, fertigte er im hohen Alter für 5 Euro Porträtfotos von Gästen Frankfurter Kneipen an.
Sein Wunschalter von 100 Jahren erreichte Bohnacker nicht; er verstarb im Alter von 88 Jahren und wurde auf dem Bornheimer Friedhof beigesetzt. Die Pensionäre der Frankfurter Kriminalpolizei listen ihn als einen der ihren.

## Nachlass
- Bohnackers unsortierter und häufig undatierter fotografischer Nachlass wurde vom Frankfurter Institut für Stadtgeschichte erworben und wird seitdem archivarisch erschlossen.[1][9][36][5][37][17]

- Das Institut für Stadtgeschichte zeigt im Dormitorium des Karmeliterklosters in Frankfurt vom 17. Juni 2025 bis zum 6. Juni 2026 in der Ausstellung „Frankfurt went West“ Fotografien aus dem Nachlass von Mickey Bohnacker, welche die Jahre 1945 bis 1965 umfassen.